# San Patricio County
San Patricio County je okres ve státě Texas v USA. K roku 2010 zde žilo 64 804 obyvatel. Správním městem okresu je Sinton. Celková rozloha okresu činí 1 831 km².